# Cuculini
Cuculini – plemię ptaków z podrodziny kukułek (Cuculinae) w rodzinie kukułkowatych (Cuculidae). 

## Występowanie
Plemię obejmuje gatunki występujące w Afryce, Australazji i Eurazji.

## Systematyka
Do plemienia należą następujące rodzaje:
- Nannococcyx Olson, 1975 – jedynym przedstawicielem jest wymarły Nannococcyx psix Olson, 1975 – kukułka karłowata
- Pachycoccyx Cabanis, 1882 – jedynym przedstawicielem jest Pachycoccyx audeberti (Schlegel, 1879) – kukułka grubodzioba
- Microdynamis Salvadori, 1878 – jedynym przedstawicielem jest Microdynamis parva (Salvadori, 1876) – kukiel karłowaty
- Eudynamys Vigors & Horsfield, 1827
- Urodynamis Salvadori, 1880 – jedynym przedstawicielem jest Urodynamis taitensis (Sparrman, 1787) – kukiel długosterny
- Scythrops Latham, 1790 – jedynym przedstawicielem jest Scythrops novaehollandiae Latham, 1790 – żłobianka
- Chalcites Lesson, 1830
- Chrysococcyx Boie, 1826
- Cacomantis S. Müller, 1843
- Heteroscenes Cabanis & F. Heine Sr., 1863 – jedynym przedstawicielem jest Heteroscenes pallidus (Latham, 1801) – kukułka blada
- Caliechthrus Cabanis & F. Heine Sr., 1863– jedynym przedstawicielem jest Caliechthrus leucolophus (S. Müller, 1840) – kukułka białogłowa
- Cercococcyx Cabanis, 1882
- Surniculus Lesson, 1830 – jedynym przedstawicielem jest Surniculus lugubris (Horsfield, 1821) – kukielczyk
- Hierococcyx S. Müller, 1845
- Cuculus Linnaeus, 1758